# Fars Air Qeshm
Fars Air Qeshm è una compagnia aerea cargo iraniana con sede a Qeshm. Il suo hub principale è l'aeroporto Internazionale di Teheran-Imam Khomeini.

## Storia
Fars Air Qeshm è stata fondata nel 2003, con l'aiuto di investimenti del settore privato, con l'obiettivo di iniziare servizi passeggeri e merci al servizio dell'isola di Qeshm.
Ha cessato temporaneamente l'attività nel 2013 a causa di una cattiva gestione e di problemi finanziari. Le operazioni sono state riavviate con il nuovo team di gestione nel marzo 2017 con sede a Teheran con due Boeing 747-281F Combi (passeggeri/cargo).
Tra il 2018 e il 2020, diverse fonti di intelligence hanno accusato il governo iraniano di utilizzare gli aerei della Fars Air Qeshm e la sua rotta cargo Teheran-Beirut per trasportare armi per conto Hezbollah e coprirsi come jet civili.

## Destinazioni
La compagnia opera voli cargo verso Armenia, Emirati Arabi Uniti. Georgia, Iran, Iraq, Kazakistan, Kirghizistan, Libano, Malaysia, Mongolia, Pakistan, Qatar, Siria e Turchia.

## Flotta

### Flotta attuale

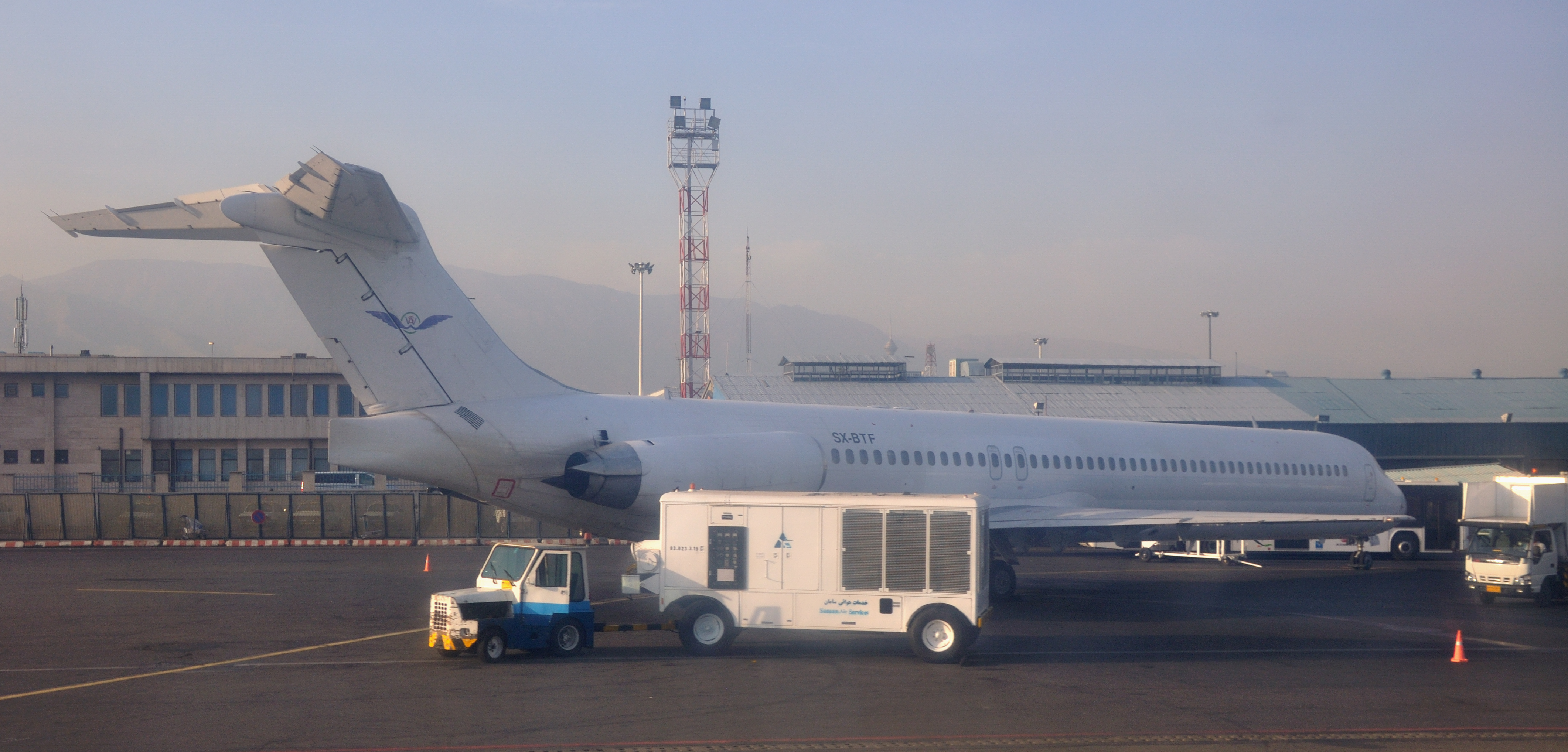
Un MD-83 a Teheran nel 2010.

A dicembre 2022 la flotta di Fars Air Qeshm è così composta:

### Flotta storica
Fars Air Qeshm operava in precedenza con i seguenti aeromobili:
- McDonnell Douglas MD-83
- Yakovlev Yak-42